# Templo Jakhu
El templo Jakhu, también Jakhoo, es un antiguo templo de India dedicado a la deidad hindú Hánuman, donde, según el Ramayana, se detuvo a descansar mientras buscaba al Sanjivni Booti para revivir a Lákshmana. El templo está situado en Jakhu Hill, el pico más alto de la ciudad de Shimla (en Himachal Pradesh), 2,5 km al este de The Ridge a una altitud de 2455 m sobre el nivel del mar. Cada año, se celebra un festival en Dussehra, antes de 1972 el festival solía celebrarse en Annadale.
Shri Hanuman Jakhu es una estatua colosal de Hánuman erigida en las instalaciones del templo en 2008-2010. Fue inaugurada el 4 de noviembre de 2010 y con 32,9 m es la segunda estatua más alta de la India (sobrepasa la estatua de Cristo Redentor en Río de Janeiro, de 29,9 m). El costo de construcción fue de 15 millones de rupias. La inauguración pública fue oficiada por Abhishek Bachchan. 
Se puede acceder al templo a pie, a caballo, en taxi o mediante un teleférico (teleférico de Jakhu) que lleva al templo desde un lugar cerca del centro de Shimla. Fue desarrollado por Jagson International Limited y se inauguró en 2017.

## Galería de imágenes

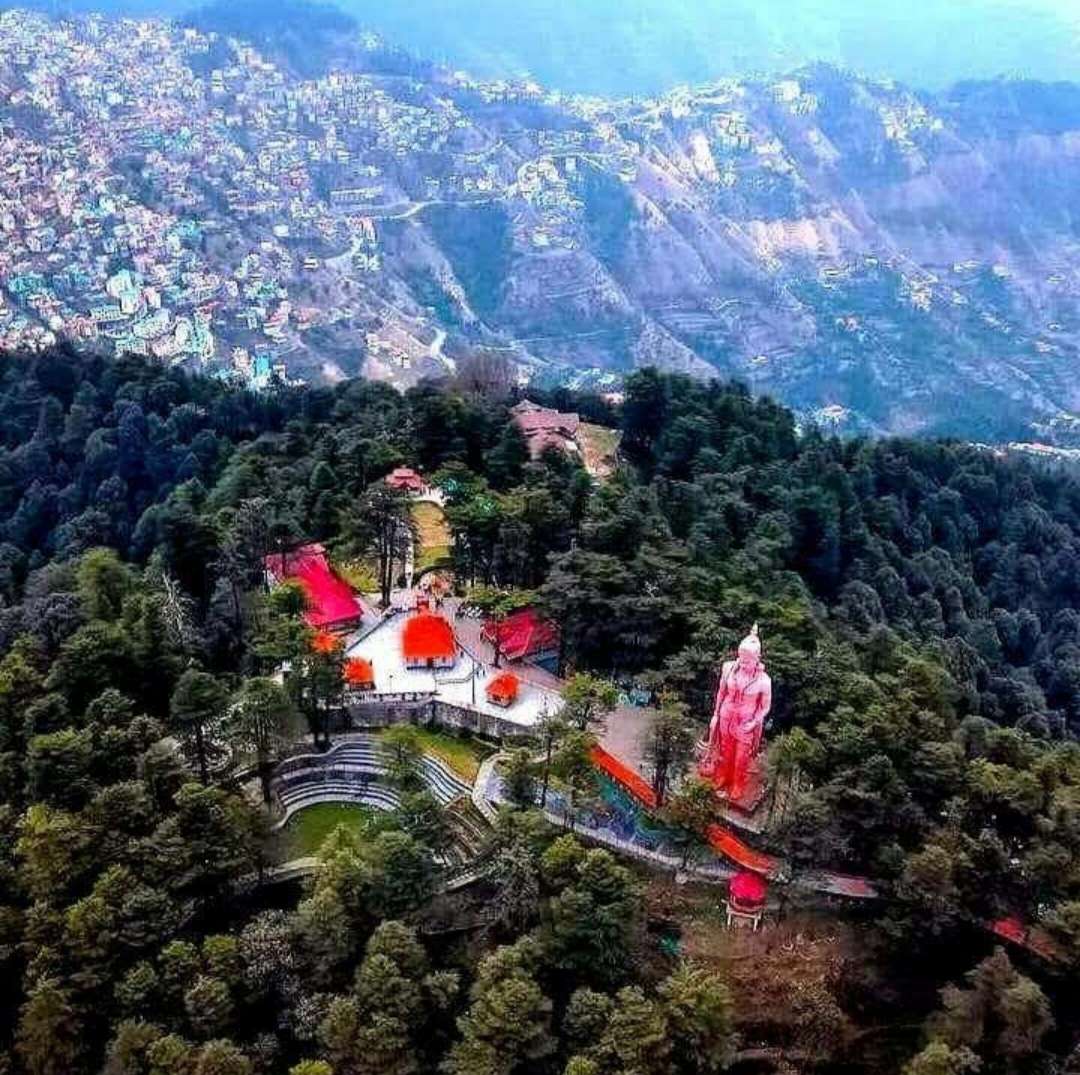
Templo Jakhu
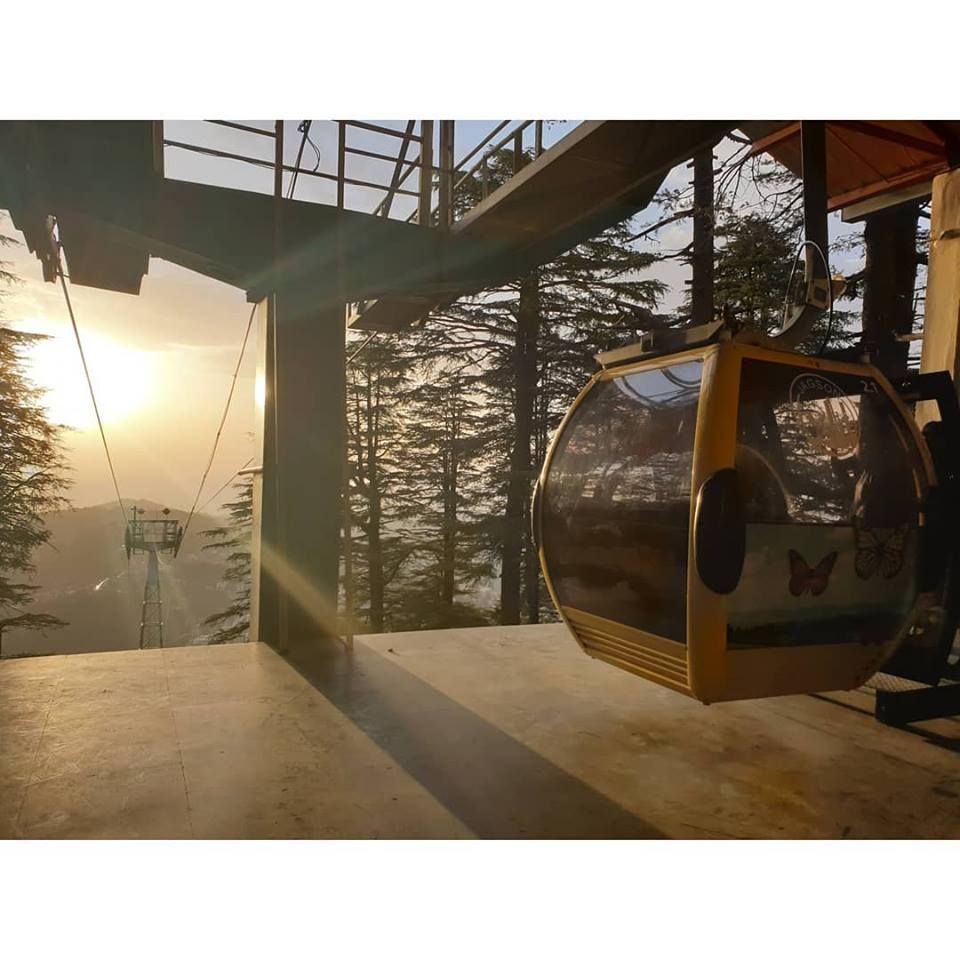
Teleférico al templo
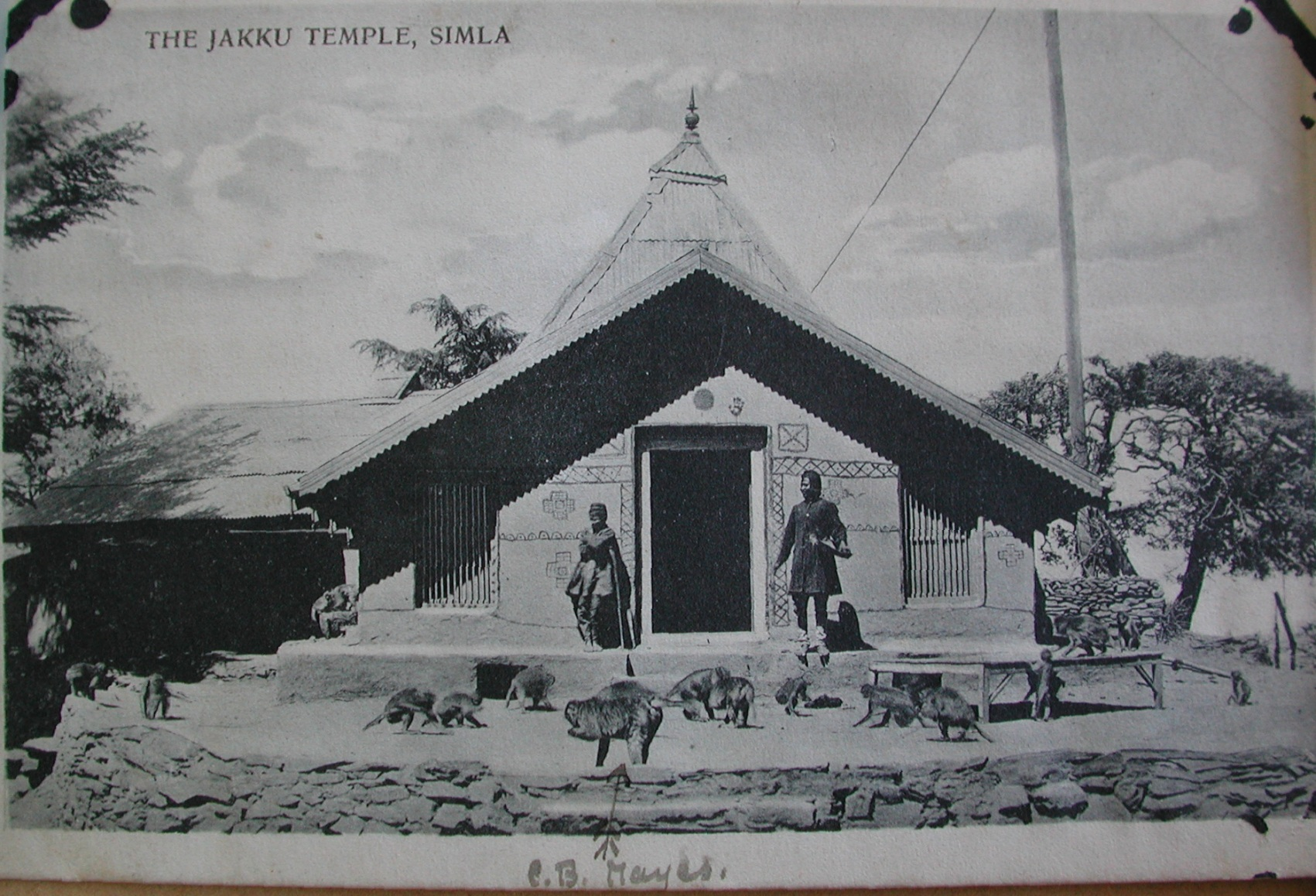
Una postal de 1912 que muestra el templo y unos monos.
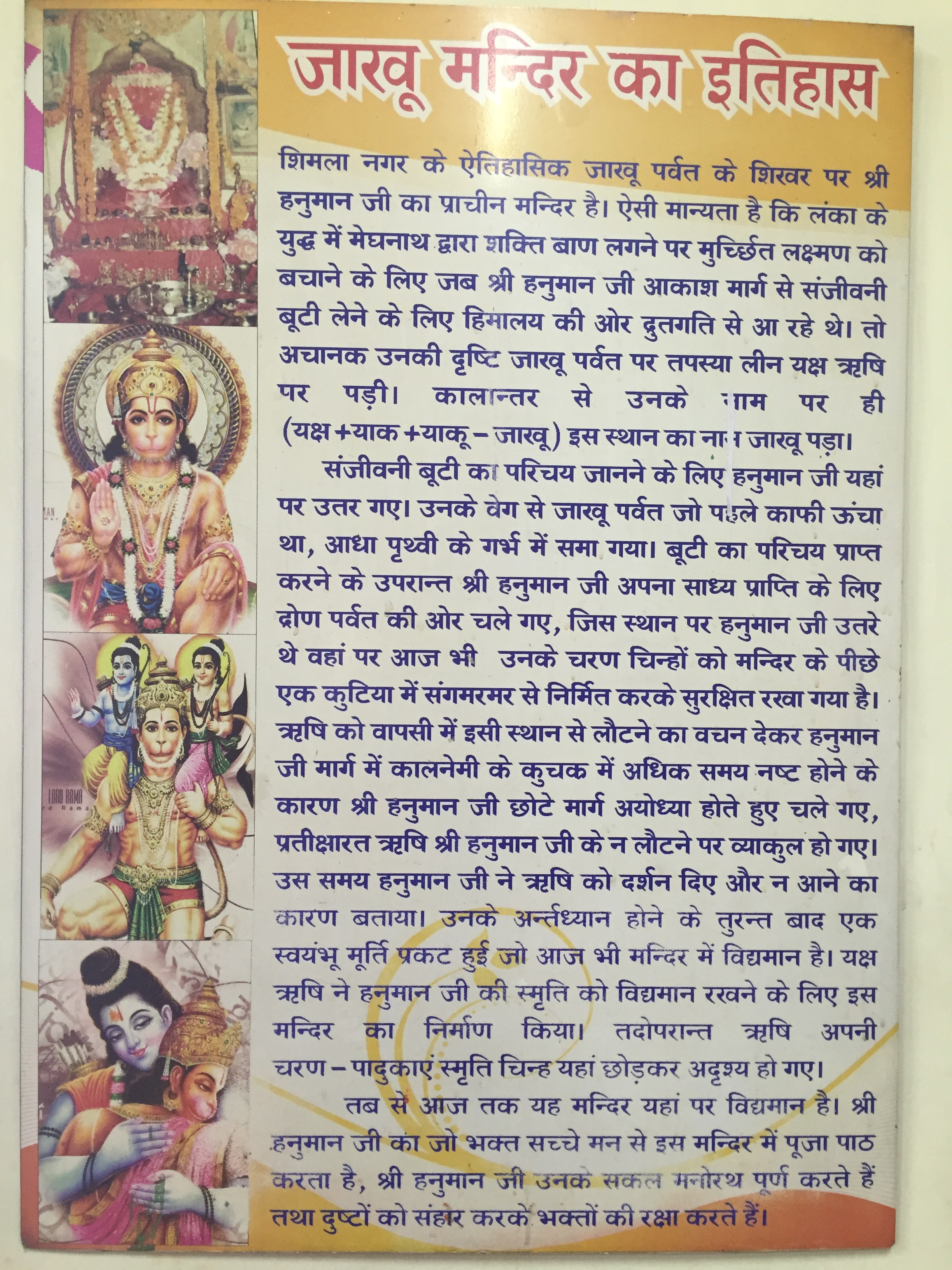
The detailed story as stated at the Temple

Estatua deShri Hanuman Jakhu
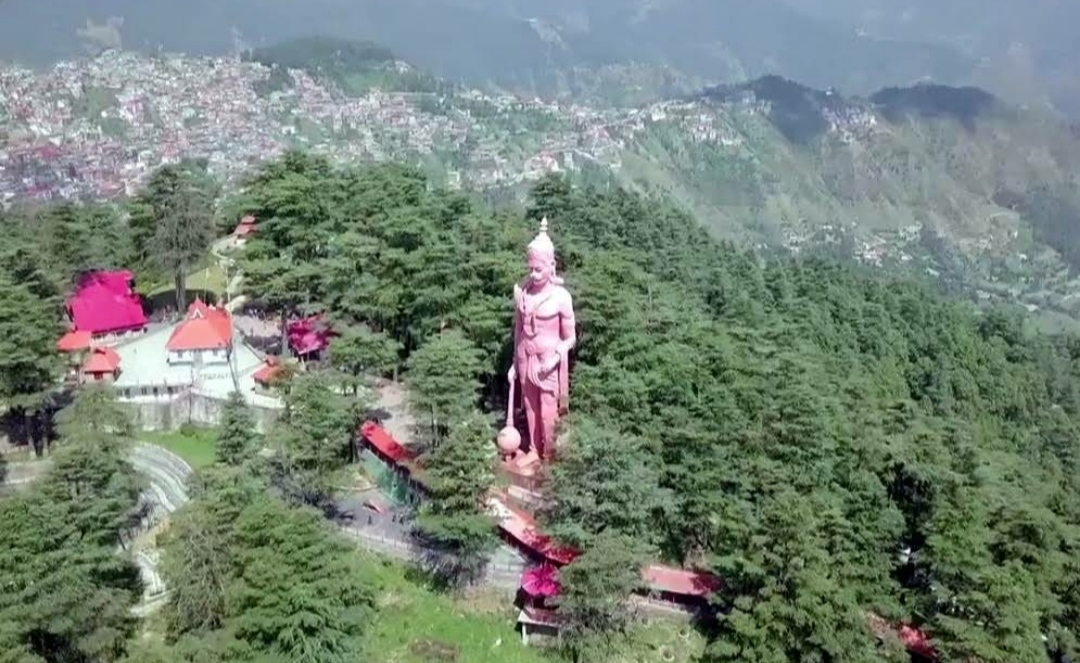
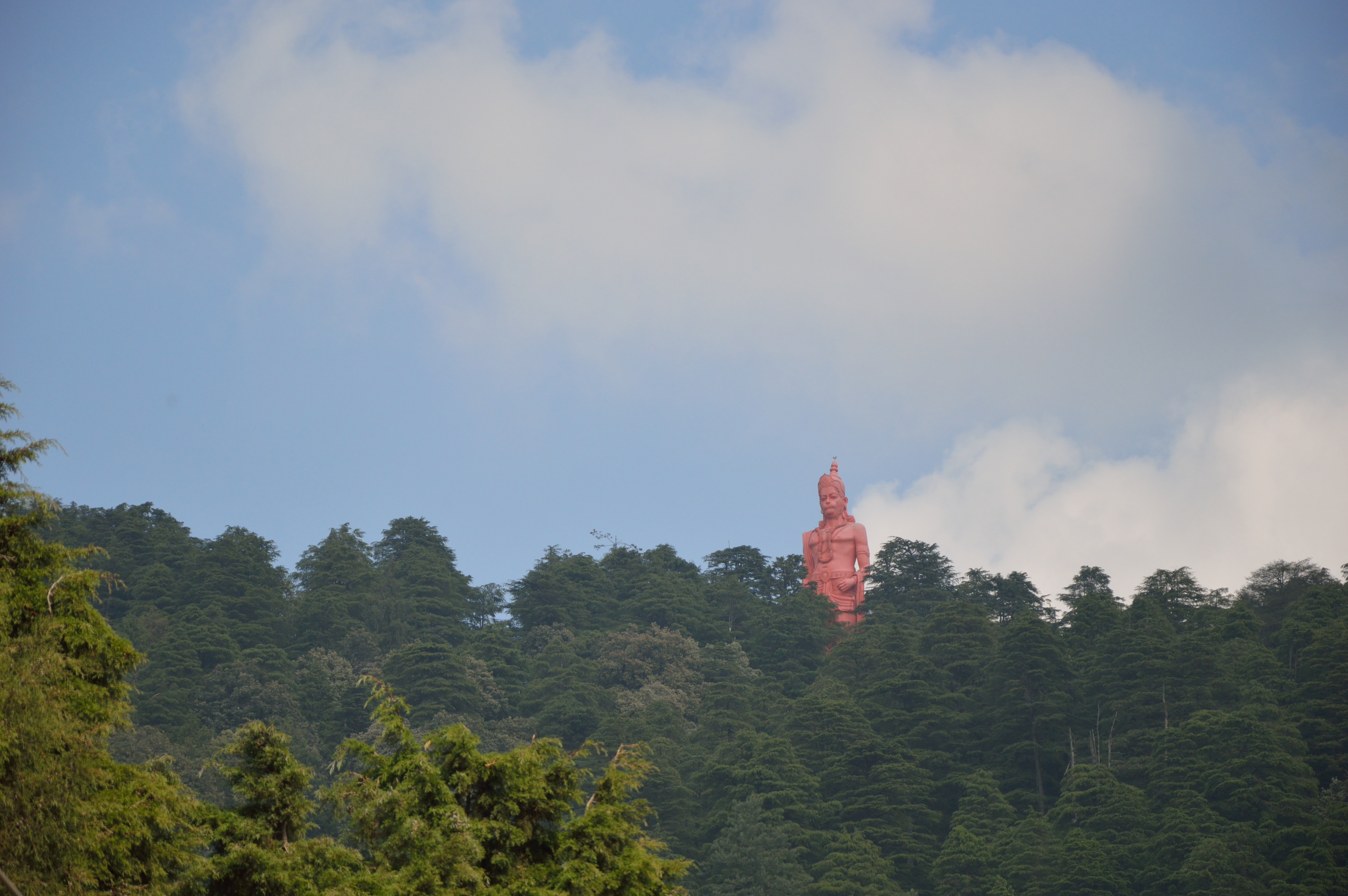
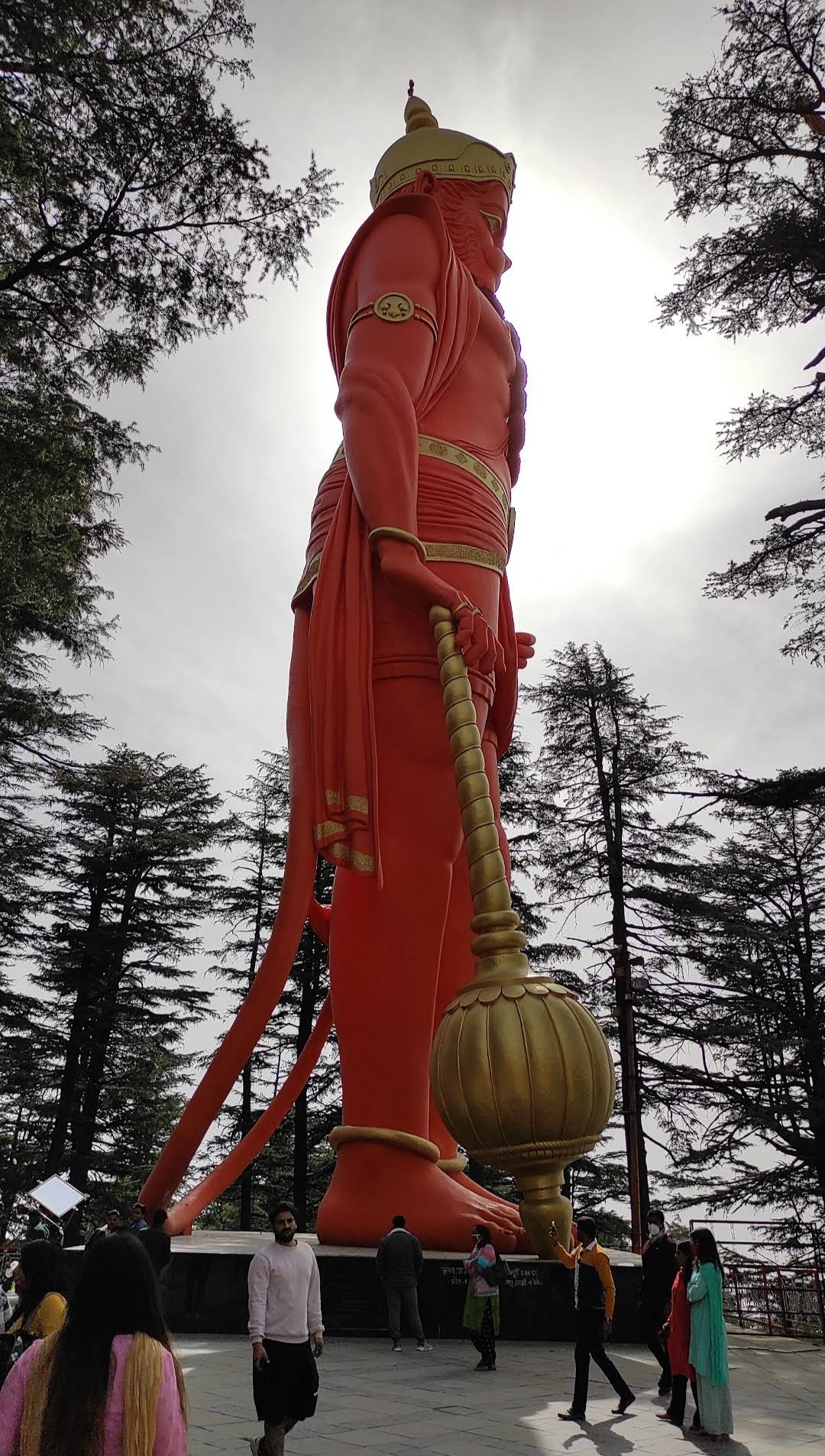
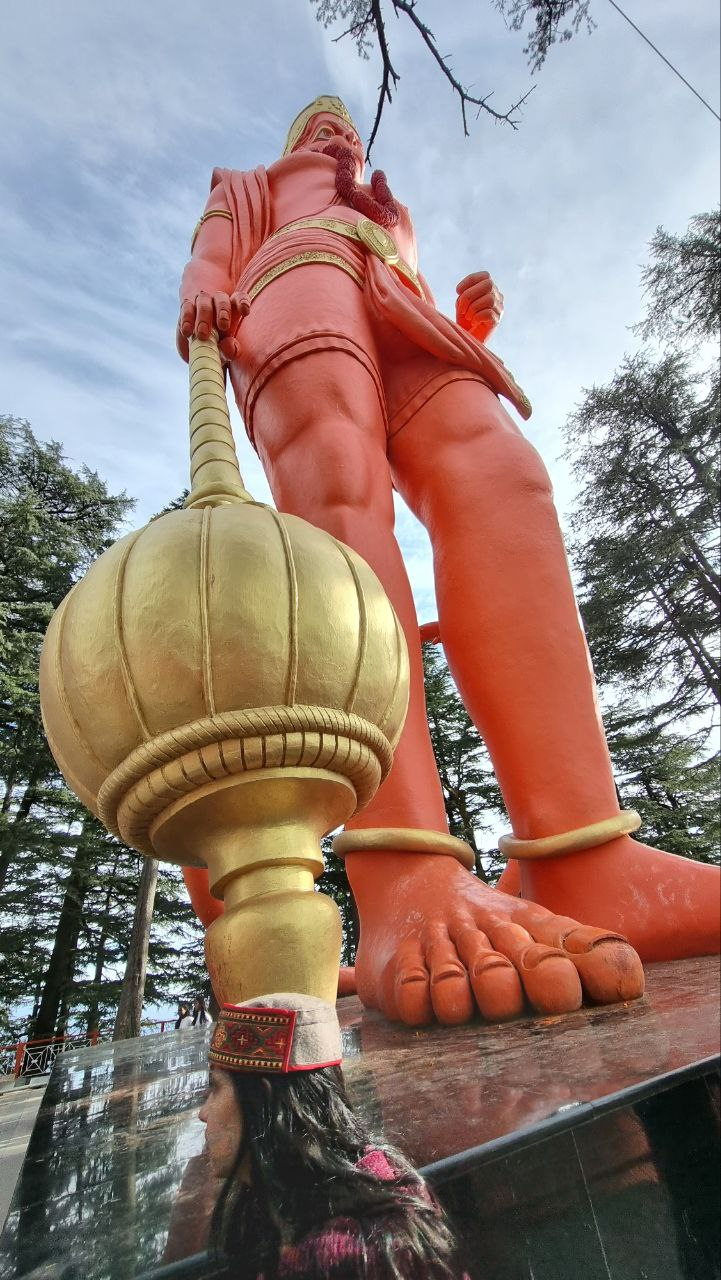
Estatua de Hanuman.
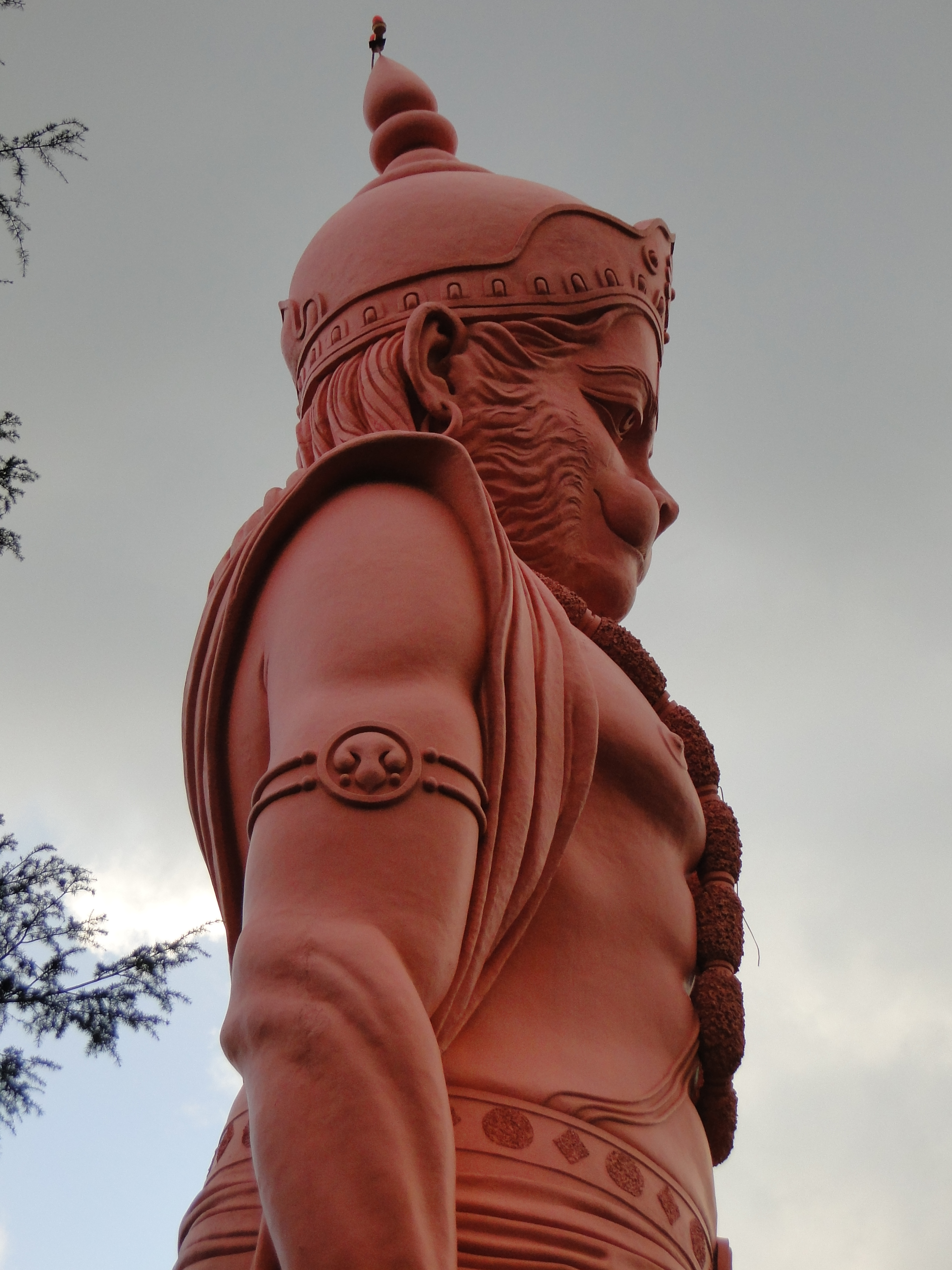
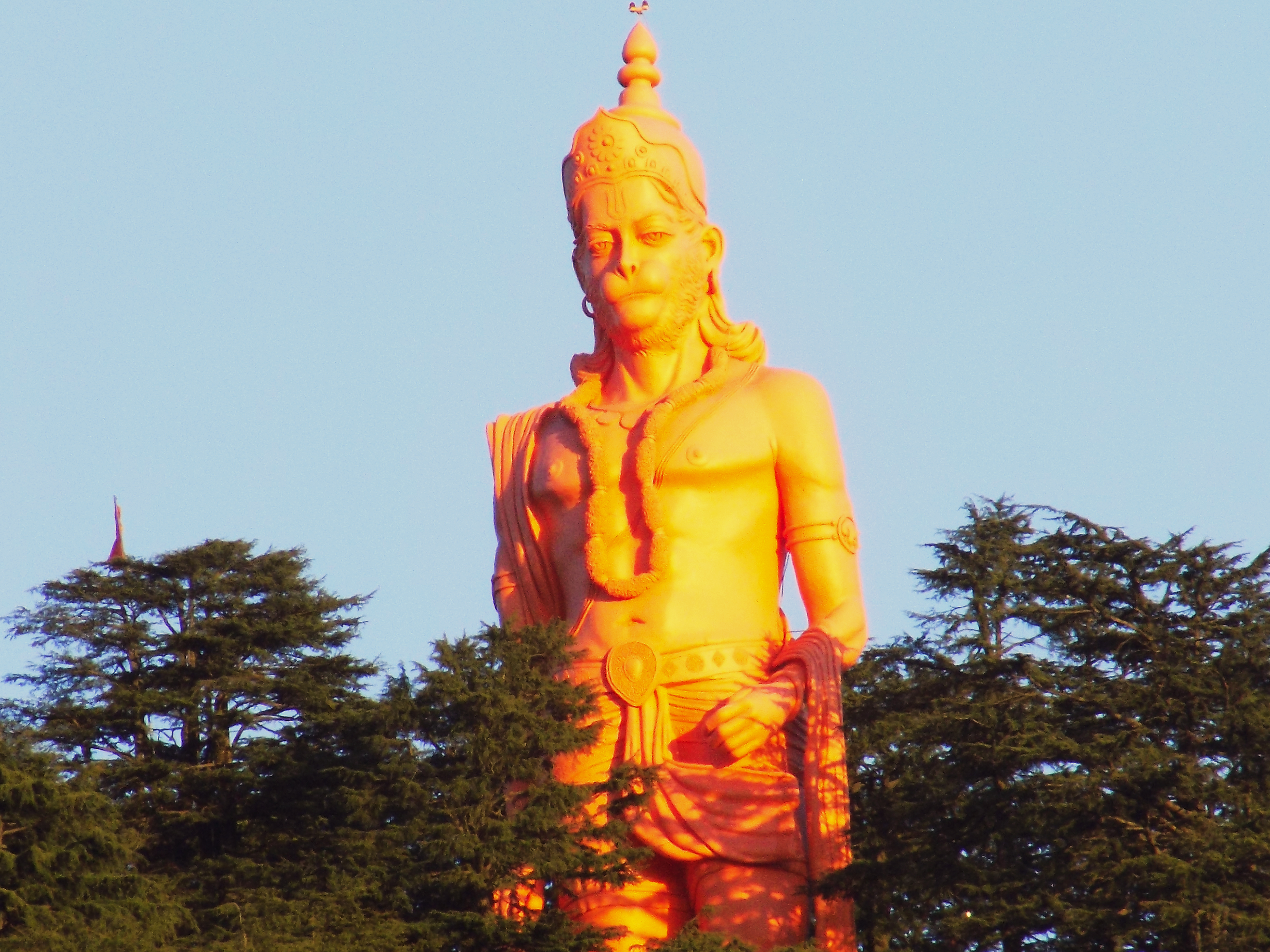